# Jan Sørensen
Jan Johnsen Sørensen (født 14. maj 1955, død 16. februar 2024) var en dansk fodboldspiller. Han spillede blandt andet for Frem, Feyenoord og Ajax Amsterdam, og han spillede elleve landskampe, hvor han scorede tre mål.

## Karriere som spiller
Jan Sørensen begyndte sin karriere i Glostrup IC. I 1977 skiftede han til Frem i 1. division, hvor han i foråret markerede sig som en af ligaens allerbedste spillere, hvilket medførte, at han efter blot tre måneder blev solgt til belgiske Club Brugge, hvor han skulle afløse en anden dansker, Ulrik Le Fevre.
Den første sæson i Brugge gav Jan Sørensen det helt store gennembrud. Han var med til at vinde det belgiske mesterskab og var med i finalen i Mesterholdenes Europa Cup på Wembley, hvor Brugge tabte 0-1 til Liverpool FC.
Det blev til i alt seks sæsoner i Club Brugge og endnu et belgisk mesterskab i 1980, før Sørensen i februar 1983 skiftede til hollandske FC Twente, som imidlertid rykkede ud af Æresdivisionen den sæson. Jan Sørensen var dog med til at sikre oprykning året efter.
I sommeren 1985 ragede han uklar med FC Twente-træner Fritz Korbach og blev solgt til Feyenoord for at afløse Ruud Gullit, der var skiftet til PSV Eindhoven. I første omgang var klubskiftet en stor succes, og Feyenoord førte Æresdivisionen foran Ajax Amsterdam. Men holdet vandt ikke en eneste af sæsonens sidste syv kampe og måtte nøjes med tredjepladsen.
Jan Sørensen blev herefter udlejet til en anden Rotterdam-klub, Excelsior. Her blev det også kun til en enkelt sæson, idet Excelsior sluttede sidst og rykkede ud af Æresdivisionen.
I 1987 skiftede Jan Sørensen transferfrit til Ajax Amsterdam, men var ikke tilfreds med cheftræner Johan Cruyff, så efter blot tre måneder rykkede Jan Sørensen til Portugal. Her spillede han to sæsoner for Portimonense SC, før han i 1989 indstillede karrieren som spiller.

## Landsholdskarriere
Jan Sørensen debuterede på landsholdet 30. januar 1977 mod Gambia i Banjul og scorede en enkelt gang i 4-1 sejren. I løbet af foråret 1977, mens han spillede for Frem, scorede han yderligere to gange i fire landskampe mere.
I november 1979 testede den nye landstræner Sepp Piontek Jan Sørensen i landskampen på udebane mod Spanien, som Danmark overraskende vandt med 3-1, men 4. juni 1980 mod Norge spillede Jan Sørensen sin sidste landskamp. Han havde tilsyneladende svært ved at finde fælles fodslag med landstræner Sepp Piontek og blev derfor valgt helt fra ved fremtidige landsholdsudtagelser.

## Karriere som træner
Efter at have indstillet den aktive karriere som spiller i Portimonense fortsatte Jan Sørensen en enkelt sæson i klubben som træner, men han forlod klubben i foråret 1990, da der opstod uenighed med ledelsen omkring udbetaling af bonus.
I 1997 overtog Jan Sørensen managerposten i den engelske League One-klub Walsall FC. Under Jan Sørensen spillede klubben sig frem til 4. runde i både Liga Cup og FA Cup, men en 19. plads i ligaen førte til, at Jan Sørensen måtte sige farvel til klubben.
I 2000 blev Jan Sørensen ansat som sportsdirektør i Hvidovre IF, og to år senere, mens klubben lå i 1. division, overtog han trænerposten. Efter to nedrykninger to år i træk forlod han dog klubben i 2004.